# 개스킷
- 1. O링
- 2. 섬유 와셔
- 3. 종이 개스킷
- 4. 실린더 헤드 개스킷

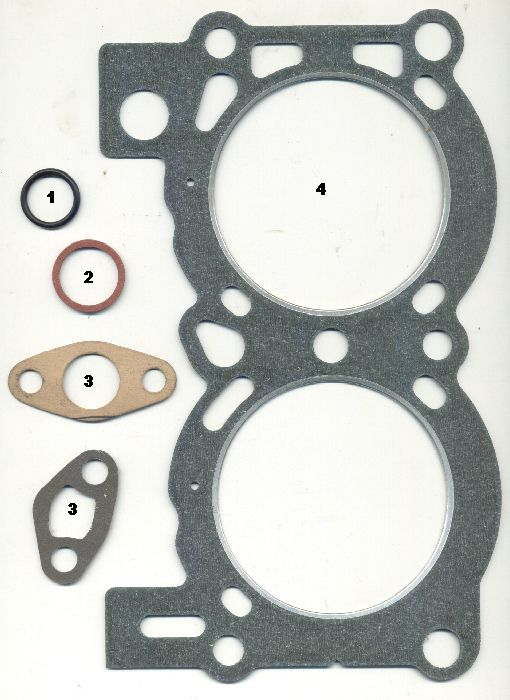
일부 씰 및 개스킷

개스킷(gasket)은 일반적으로 압축을 받을 때 연결된 물체에서 또는 연결된 물체로의 누출을 방지하기 위해 두 개 이상의 결합면 사이의 공간을 채우는 기계적 씰이다. 기계 조립에서 다양한 작동 조건 하에서 정적 씰을 만들고 유지하는 데 사용되는 변형 가능한 재료이다.
개스킷은 기계 부품에 불완전한 결합면이 있더라도 불규칙성을 채울 수 있도록 한다. 개스킷은 일반적으로 시트 재료를 절단하여 생산된다. 결함이 있거나 누출되는 개스킷의 잠재적인 비용 및 안전 문제를 고려할 때, 응용 분야의 요구 사항에 맞는 올바른 개스킷 재료를 선택하는 것이 중요하다.
고압 증기 시스템과 같은 특정 응용 분야용 개스킷에는 석면이 포함될 수 있다. 그러나 석면 노출과 관련된 건강 위험으로 인해 실용적인 경우 비석면 개스킷 재료가 사용된다.
일반적으로 개스킷은 어느 정도 변형 가능한 재료로 만들어져야 하며, 설계된 공간에 불규칙성을 포함하여 단단히 채울 수 있도록 변형될 수 있어야 한다. 일부 유형의 개스킷은 제대로 작동하기 위해 개스킷 표면에 직접 실런트를 도포해야 한다.
일부 (배관) 개스킷은 전적으로 금속으로 만들어졌으며 씰을 달성하기 위해 시팅 표면에 의존한다. 금속 자체의 스프링 특성이 활용된다(재료의 항복 강도인 σy까지는 도달하지만 지나치지는 않는다). 이는 일부 "링 조인트"(RTJ) 또는 다른 금속 개스킷 시스템의 특징이다. 이 조인트는 R-콘 및 E-콘 압축식 조인트로 알려져 있다.

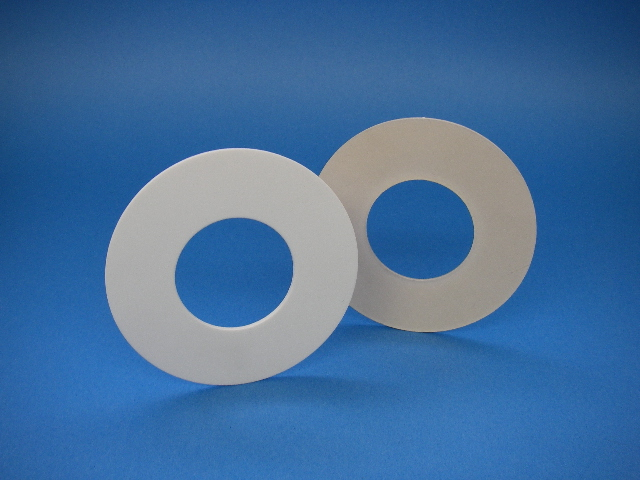
폴리테트라플루오로에틸렌(PTFE) 개스킷

 일부 개스킷은 현장에서 분배되고 경화된다. 이러한 재료는 제자리 형성 개스킷이라고 한다.

## 속성

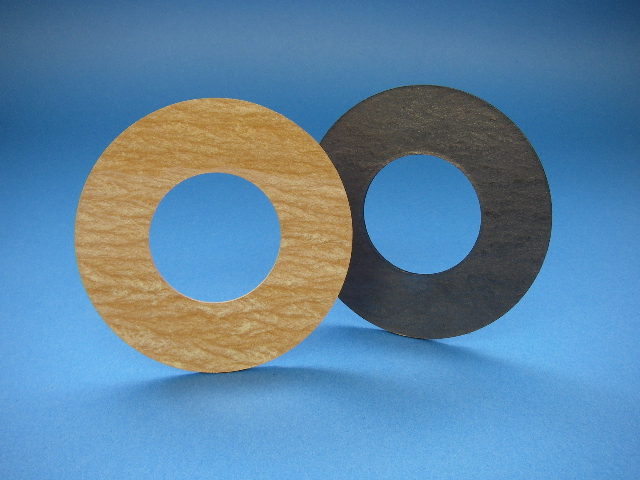
압축 섬유 개스킷

개스킷은 일반적으로 종이, 고무, 실리콘, 금속, 코르크, 펠트, 폴리클로로프렌, 니트릴 고무, 유리 섬유, 폴리테트라플루오로에틸렌(PTFE 또는 테플론으로도 알려져 있음) 또는 플라스틱 중합체(예: 폴리클로로트리플루오로에틸렌)와 같은 평평한 재료, 즉 시트로 만들어진다.
압축된 섬유 개스킷 재료에 대한 산업 응용 분야에서 효과적인 개스킷의 바람직한 속성 중 하나는 높은 압축 하중을 견딜 수 있는 능력이다. 대부분의 산업 개스킷 응용 분야에는 14 메가파스칼(2000 psi) 이상 범위의 압축력을 가하는 나사못이 포함된다. 일반적으로 개스킷 성능을 향상시키는 몇 가지 뻔한 말이 있다. 가장 시도되고 테스트된 것 중 하나는 "개스킷에 가해지는 압축 하중이 클수록 오래 지속된다"는 것이다.
개스킷 재료의 압축 하중을 견딜 수 있는 능력을 측정하는 여러 가지 방법이 있다. "고온 압축 테스트"가 이 테스트 중 가장 널리 받아들여지는 방법일 것이다. 개스킷 재료 제조업체 대부분은 이러한 테스트 결과를 제공하거나 게시할 것이다.

## 종류
개스킷은 산업용도, 예산, 화학 물질 접촉 및 물리적 매개 변수에 따라 다양한 디자인으로 제공된다.

### 시트 개스킷

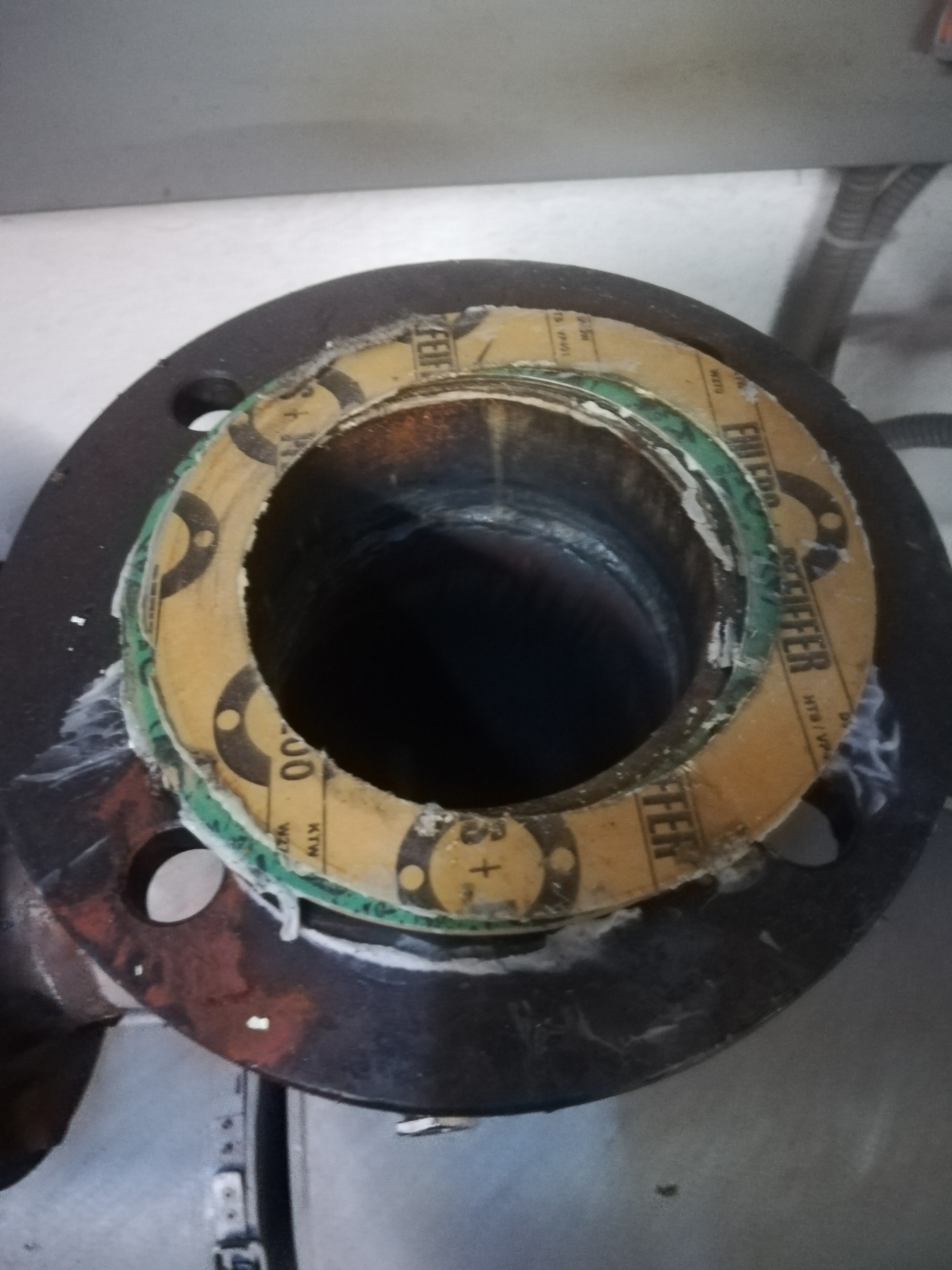
독일에서 재개발 프로젝트 중 해체된 백석면 함유 개스킷. 석면 함유 부품은 주의해서 해체 및 폐기해야 하며, 이 경우 BAuA TRGS 519 기술 지침에 따라 해체, 재건 또는 유지 보수 작업 중 석면을 취급해야 한다.

개스킷은 평평하고 얇은 재료의 시트에서 필요한 모양을 펀칭하여 시트 개스킷을 만들 수 있다. 시트 개스킷은 빠르고 저렴하게 생산할 수 있으며, 섬유 재료와 매트 흑연(및 과거에는 압축 석면)을 포함한 다양한 재료로 생산할 수 있다. 이 개스킷은 사용된 재료의 불활성에 따라 다양한 화학적 요구 사항을 충족할 수 있다. 비석면 개스킷 시트는 내구성이 뛰어나고 여러 재료로 구성되어 있으며 두껍다. 재료 예로는 광물성, 탄소 또는 합성 고무(예: EPDM, 니트릴, 네오프렌, 천연, SBR 삽입)가 있으며, 각 재료는 다양한 응용 분야에 적합한 고유한 특성을 가지고 있다. 시트 개스킷을 사용하는 응용 분야에는 산, 부식성 화학 물질, 증기 또는 약한 부식제가 포함된다. 유연성과 우수한 회복력은 시트 개스킷 설치 시 파손을 방지한다.

### 고체 재료 개스킷
고체 재료의 기본 아이디어는 시트에서 펀칭할 수 없지만 생산 비용이 저렴한 금속을 사용하는 것이다. 이러한 개스킷은 일반적으로 시트 개스킷보다 훨씬 높은 수준의 품질 관리가 이루어지며 일반적으로 훨씬 높은 온도와 압력을 견딜 수 있다. 주요 단점은 고체 금속이 플랜지 헤드와 평평하게 되도록 크게 압축되어야 누출을 방지할 수 있다는 것이다. 재료 선택이 더 어렵다. 금속이 주로 사용되기 때문에 공정 오염 및 산화 위험이 있다. 추가적인 단점은 사용된 금속이 플랜지보다 부드러워야 한다는 것이다. 플랜지가 뒤틀리지 않도록 하여 향후 개스킷으로 밀봉하는 것을 방지해야 하기 때문이다. 그럼에도 불구하고 이러한 개스킷은 산업에서 틈새 시장을 찾았다.

### 스파이럴 와운드 개스킷
1912년 Flexitallic에 의해 발명된 스파이럴 와운드 개스킷은 금속 및 충진재의 혼합물로 구성된다. 일반적으로 개스킷은 금속(일반적으로 탄소가 풍부하거나 스테인리스강)이 원형 나선으로 바깥쪽으로 감겨 있고(다른 모양도 가능) 충진재(일반적으로 유연한 흑연)가 동일한 방식으로 감겨 있지만 반대쪽에서 시작한다. 이로 인해 충진재와 금속의 교대층이 생긴다. 이 개스킷의 충진재는 밀봉 요소로 작용하며, 금속은 구조적 지지를 제공한다.
이 개스킷은 대부분의 응용 분야에서 신뢰할 수 있음이 입증되었지만, 금속 요소가 효과적인 밀봉을 제공하기 위해 압축되어야 하므로 낮은 밀봉 하중을 허용하지 않는다.

### 일정한 시팅 응력 개스킷
일정한 시팅 응력 개스킷은 두 가지 구성 요소로 구성된다. 스테인리스강과 같은 적합한 재료의 견고한 캐리어 링과 캐리어 링의 양쪽에 있는 두 개의 반대되는 채널 안에 설치된 압축 가능한 재료의 두 개의 밀봉 요소. 밀봉 요소는 일반적으로 공정 유체 및 응용 분야에 적합한 재료(확장된 흑연, 확장된 폴리테트라플루오로에틸렌(PTFE), 질석 등)로 만들어진다.
일정한 시팅 응력 개스킷은 캐리어 링 프로파일이 플랜지 회전(볼트 예압 하에서의 편향)을 고려한다는 사실에서 이름을 따왔다. 다른 모든 기존 개스킷에서 플랜지 체결 부품이 조여지면 플랜지는 하중 하에서 반경 방향으로 편향되어 개스킷의 외부 가장자리에서 최대 개스킷 압축과 최고 개스킷 응력이 발생한다.
일정한 시팅 응력 개스킷에 사용된 캐리어 링은 주어진 플랜지 크기, 압력 등급 및 재료에 대해 캐리어 링을 만들 때 이 편향을 고려하므로 캐리어 링 프로파일은 전체 밀봉 영역에 걸쳐 개스킷 시팅 응력이 반경 방향으로 균일하게 되도록 조정할 수 있다. 또한 밀봉 요소는 캐리어 링의 반대 채널에 있는 플랜지 면에 의해 완전히 밀폐되어 있으므로 개스킷에 작용하는 서비스 중 압축력은 캐리어 링을 통해 전달되고 밀봉 요소의 추가 압축을 방지하여 서비스 중 '일정한' 개스킷 시팅 응력을 유지한다. 따라서 개스킷은 크리프 이완, 높은 시스템 진동 또는 시스템 열 주기와 같은 일반적인 개스킷 고장 모드에 영향을 받지 않는다.
일정한 시팅 응력 개스킷의 향상된 밀봉성의 기본 개념은 (i) 플랜지 밀봉 표면이 밀봉을 달성할 수 있고, (ii) 밀봉 요소가 공정 유체 및 응용 분야와 호환되며, (iii) 밀봉을 수행하는 데 필요한 충분한 개스킷 시팅 응력이 설치 시 달성되면 서비스 중 개스킷 누출 가능성이 크게 줄어들거나 완전히 제거된다는 것이다.

### 이중 자켓 개스킷
이중 자켓 개스킷은 충전재와 금속 재료의 또 다른 조합이다. 이 응용 분야에서는 금속으로 "C"자형 끝부분이 있는 튜브를 만들고 튜브가 만나는 지점에서 가장 두껍도록 "C" 내부에 맞는 추가 부품을 만든다. 충전재는 쉘과 부품 사이에 펌핑된다. 사용 시 압축된 개스킷은 접촉이 이루어지는 두 개의 팁(쉘/부품 상호 작용으로 인해)에 더 많은 금속이 있으며 이 두 곳이 공정 밀봉 부담을 진다. 필요한 것은 쉘과 부품뿐이므로 이 개스킷은 시트로 만들 수 있는 거의 모든 재료로 만들 수 있으며 그런 다음 충전재를 삽입할 수 있다.

### 캠 프로파일 개스킷
캠 프로파일 개스킷("캠 프로파일"이라고도 불리며, 내연 기관의 회전 부품인 캠축의 프로파일과 유사하게 디자인되었기 때문이다.)은 유연성과 신뢰할 수 있는 성능을 모두 갖추고 있어 많은 구형 씰에 사용된다. 캠 프로파일은 부드러운 덮개 층이 있는 견고한 홈 코어를 갖는 방식으로 작동한다. 이러한 배열은 개스킷 손상 없이 매우 높은 압축과 매우 단단한 밀봉을 허용한다. 캠 프로파일 개스킷은 대부분의 응용 분야에서 높은 초기 비용이 들지만, 이는 긴 수명과 향상된 신뢰성으로 상쇄된다.
캠 프로파일 개스킷은 낮은 밀봉 하중을 허용하는데, 부드러운 덮개가 완전히 압축되는 즉시 밀봉이 형성되기 때문이다. 금속 코어가 견고한 지지를 제공하므로 허용되는 개스킷 응력 범위가 매우 넓다.

### 피시본 개스킷
피시본 개스킷은 캠 프로파일 및 스파이럴 와운드 개스킷의 직접적인 대체품이다. 유사한 재료로 CNC 기계로 완전히 제조되지만 개스킷 디자인은 내재된 단점을 제거했다. 피시본 개스킷은 보관 중이나 공장에서 풀리지 않는다. 둥근 모서리는 플랜지 손상을 유발하지 않는다. 추가된 "정지 단계"는 피시본 개스킷이 과도하게 압축/압착되는 것을 방지하며, 이는 종종 공장 가동 시 핫 토크 기술로 인해 발생한다. 개스킷의 뼈는 유연성을 유지하며 열 순환 및 시스템 압력 스파이크에 맞춰 조정되어 이러한 특성을 가진 다른 모든 개스킷보다 성능이 뛰어난 내구성 있고 신뢰할 수 있는 플랜지 씰을 제공한다.

### 플랜지 개스킷

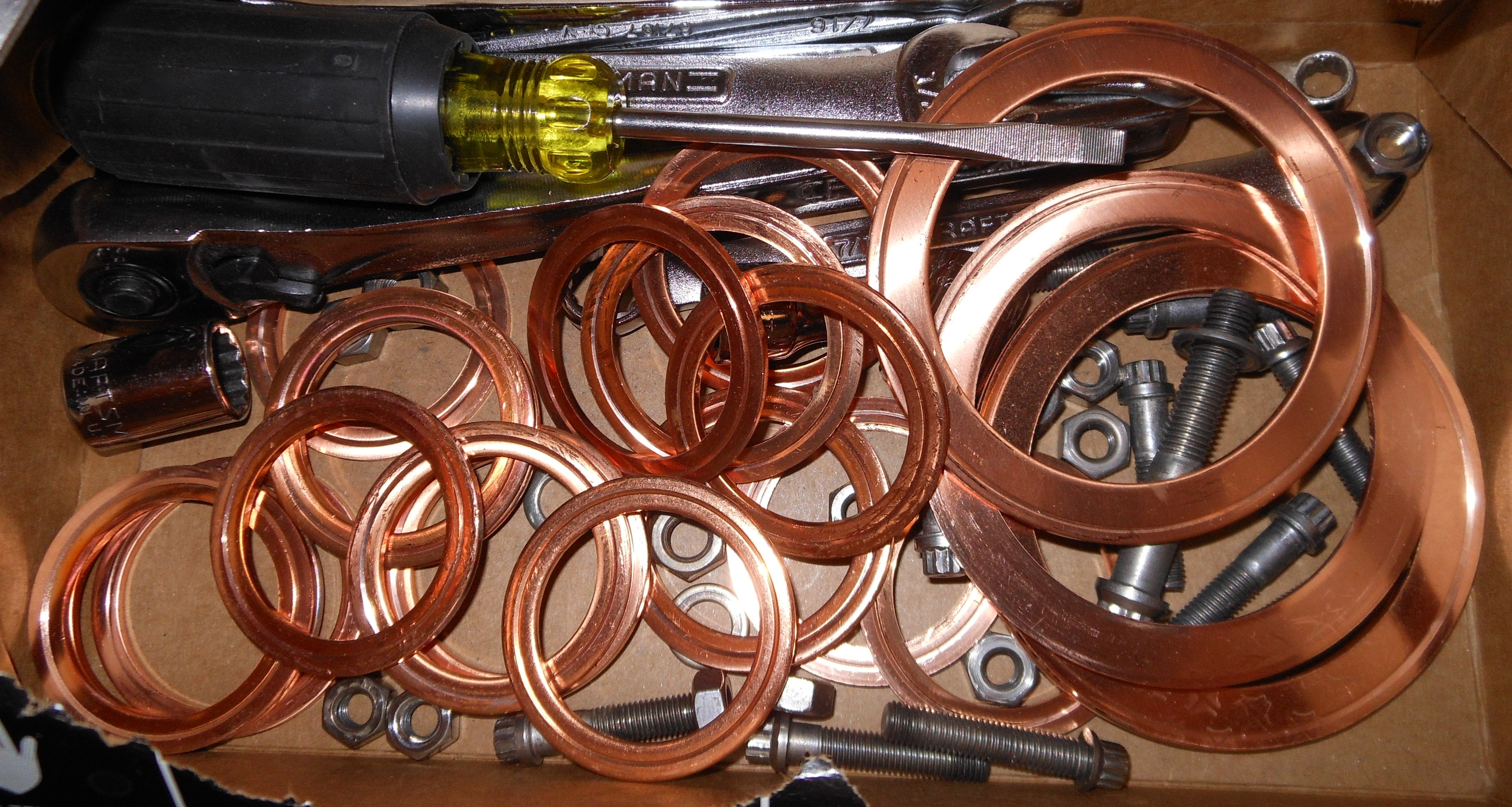
초고진공 시스템에 사용되는 구리 플랜지 개스킷

플랜지 개스킷은 더 넓은 표면적을 제공하기 위해 플레어 처리된 두 부분의 파이프 사이에 맞도록 만들어진 개스킷 유형이다.
플랜지 개스킷은 다양한 크기로 제공되며 내경과 외경으로 분류된다.
파이프 플랜지용 개스킷에는 많은 표준이 있다. 플랜지용 개스킷은 크게 네 가지 범주로 나눌 수 있다.
1. 시트 개스킷
2. 골판 금속 개스킷
3. 링 개스킷
4. 스파이럴 와운드 개스킷

시트 개스킷은 간단하며, 파이프라인의 미디어 및 온도 압력에 적합한 다양한 두께 및 재료로 표준 크기에 맞게 나사못 구멍 유무에 관계없이 크기로 절단된다.
링 개스킷은 RTJ로도 알려져 있다. 주로 해양 석유 및 가스 파이프라인에 사용되며 극도로 높은 압력에서 작동하도록 설계되었다. 타원형, 원형, 팔각형 등 다양한 단면의 견고한 금속 링이다. 때로는 압력용으로 중앙에 구멍이 있다.
스파이럴 와운드 개스킷은 고압 파이프라인에도 사용되며 스테인리스강 외부 및 내부 링과 흑연과 폴리테트라플루오로에틸렌과 함께 나선형으로 감겨 있는 스테인리스강 테이프로 채워진 중앙부로 만들어지며 V자 모양으로 형성된다. 내부 압력은 V의 면에 작용하여 개스킷이 플랜지 면에 밀봉되도록 강제한다. 대부분의 스파이럴 와운드 개스킷 응용 분야에서는 1/8인치 및 3/16인치 두 가지 표준 개스킷 두께를 사용한다. 1/8인치 두께 개스킷의 경우 0.100인치 두께로 압축하는 것이 권장된다. 3/16인치의 경우 0.13인치 두께로 압축한다.

### 소프트 컷 개스킷
소프트 개스킷은 부드러운(유연한) 시트 재료에서 절단되어 볼트 하중이 낮더라도 표면 불규칙성에 쉽게 순응할 수 있는 개스킷을 의미한다. 소프트 개스킷은 열교환기, 압축기, 보닛 밸브 및 파이프 플랜지와 같은 응용 분야에 사용된다.

### 링 타입 조인트 개스킷 (RTJ 개스킷)
환상형 씰(RTJ 씰)은 석유 산업, 유전 시추, 압력 용기 연결부, 파이프, 밸브 등에서 사용되는 고온 고압 응용 분야에 대한 고강도, 고온, 고압 씰이다.
링 패킹(RTJ)의 움직임은 축 방향 압축 하중으로 인해 변형된 밀봉 플랜지의 홈에서 불규칙한 흐름으로 설명할 수 있다. 색상 씰(RTJ 씰)은 하중 영역이 작아 밀봉 표면과 홈 사이에 큰 표면 압력이 발생하며 유지 보수 특성이 좋지 않고 재사용에 적합하지 않다.

## 개선점
많은 개스킷에는 허용 가능한 작동 조건을 증가시키거나 부여하기 위한 사소한 개선 사항이 포함되어 있다.
- 일반적인 개선 사항은 내부 압축 링이다. 압축 링은 개스킷 파손을 방지하면서 더 높은 플랜지 압축을 허용한다. 압축 링의 효과는 미미하며 일반적으로 표준 설계가 높은 파손율을 경험할 때만 사용된다.
- 일반적인 개선 사항은 외부 안내 링이다. 안내 링은 설치를 쉽게 하고 사소한 압축 억제제 역할을 한다. 일부 알킬화 사용에서는 이중 재킷 개스킷에 이를 수정하여 내부 라이닝 시스템과 알킬화 도료를 결합하여 첫 번째 씰이 실패했음을 보여줄 수 있다.

## 고장 원인

### 불균일한 압력 분포
압력이 불균일하게 분포되는 원인은 다양하다. 첫째는 인적 요인으로, 볼트 예압의 비대칭적인 적용으로 인해 압력이 불균일해질 수 있다. 이론적으로 플랜지가 압축될 때 밀봉면은 완벽하게 평행하지만, 실제로는 파이프라인의 중심선이 완벽하게 동심이 될 수 없으며, 플랜지에 볼트를 조이는 순간 플랜지가 불연속체가 된다. 비대칭적인 연결에서는 밀봉면이 다소 변형되어 압력이 감소하고, 작동 하중이 누출되기 쉽다. 셋째, 볼트 배열 밀도는 압력 분포에 명백한 영향을 미친다. 볼트가 가까울수록 압력이 더 균일하다.

### 응력 이완 및 토크 손실
플랜지에 볼트를 조인다. 진동, 온도 변화 및 스파이럴 와운드 개스킷 응력 이완과 같은 다른 요인으로 인해 볼트 장력이 점차 감소하여 토크 손실이 발생하고 누출이 발생한다. 일반적으로 볼트가 길고 직경이 작을수록 토크 손실을 방지하는 데 더 효과적이다. 길고 얇은 볼트는 토크 손실을 방지하는 효과적인 방법이다. 볼트를 늘리기 위해 일정 시간 가열하고 주어진 토크를 유지하는 것은 토크 손실을 방지하는 데 매우 효과적이다. 개스킷이 얇고 작을수록 토크 손실이 커진다. 또한 기계 및 파이프 자체의 강한 진동을 방지하고 인접 장비 진동으로부터 격리한다. 밀봉 표면에 대한 충격은 무의미하지 않다. 조여진 볼트에 충격을 가하지 않으면 토크 손실을 방지할 수 있다.

### 표면이 부드럽지 않음
밀봉 표면을 제대로 마무리하는 것이 중요하며 그렇지 않으면 누출이 발생할 수 있다. 너무 부드러운 표면은 압력 하에서 개스킷 재료가 튀어나올 수 있다. 가공되지 않은 평평한 표면은 누출 경로를 제공할 수 있다. 좋은 기준은 32RMS로 가공된 표면이다. 이는 표면이 평평하지만 압축 하에서 개스킷에 물려들기에 충분한 표면 마감을 보장한다.

### 금속 강화 개스킷
금속 코팅 개스킷은 코어 양면이 유연하고 가단성 있는 밀봉재로 덮여 있다. 압력 등급 최대 300까지 강화된 금속 씰이 있다. 강한 금속 코어는 압력 씰을 방지하고 부드러운 코어는 뛰어난 밀봉을 보장한다.

## 같이 보기
- 배관 연결부 밀봉을 위한 다른 재료
  - 토우
  - 배관용 퍼티
  - 나사산 밀봉 테이프 (배관용 테이프)
- 헤드 개스킷
- 오존 크래킹
- 폴리머 분해
- 진공 플랜지
- 윌스 링